# Goodnight Tonight
Goodnight Tonight (englisch für „Gute Nacht, heute abend“) ist ein Lied der britischen Musikgruppe Wings, das 1979 als Single A-Seite veröffentlicht wurde. Es war die 20. Single der Wings, in Deutschland die 21. Komponiert wurde es von Paul McCartney.

## Hintergrund
Paul McCartney sagte 1979 über die Entstehung des Liedes: „Als ich 'Goodnight Tonight' schrieb, habe ich im Grunde nur versucht, eine Dance-Platte zu schreiben. Ich würde es eine Disco-Platte nennen, weil ich es geschrieben habe, nachdem ich eines Abends in eine Disco gegangen bin. Ich hatte mir in dieser Nacht alles angehört, was lief, und ging mit dieser Art von Dingen in meinem Kopf weg, und ich schrieb zufällig diese bestimmte Melodie. Ich dachte nur an Dance-Platten.“
Laut McCartney war es ursprünglich geplant Goodnight Tonight als B-Seite und Daytime Nighttime Suffering als A-Seite zu veröffentlichen, nach längeren Überlegungen entschied man sich dann für das Gegenteil. Erstmals wurde von den Wings eine längere Version auf einer 12″-Vinyl-Maxisingle veröffentlicht, dabei ist die 7″-Vinyl-Version ein Edit der 12″-Version. Es war auch die erste Veröffentlichung der Wings bei der die neuen Mitglieder Laurence Juber und Steve Holley musikalisch mitwirkten.
McCartney sagte 2001 zur Single-A-Seite: „Es ist wie die Disco-Version von "Let's Spend The Night Together", nur vornehmer ausgedrückt.“
Obwohl Goodnight Tonight während der Aufnahmen zum Album Back to the Egg eingespielt wurde, erschien es als separate Single und erreichte Platz 5 in Großbritannien und in den USA ebenfalls Platz 5 in den jeweiligen Charts. In Deutschland konnte sich die Single sich auf Platz 34 platzieren. Somit war es die 14. Top-Ten-Single in den USA und die 13. in Großbritannien für Paul McCartney. Die Single wurde von der RIAA mit einer Goldenen Schallplatte ausgezeichnet, für mehr als eine Million verkaufter Exemplare in den USA.
Für Goodnight Tonight wurde am 3. April 1979 im Londoner Hammersmith Palais ein Musikvideo gedreht, Regisseur war Keith McMillan. Es zeigt die Mitglieder der Wings im Kleidungsstil der 1920er Jahre. In Großbritannien wurde das Video in der BBC-Sendung Top Of The Pops und auf ITV in der Kenny Everett Video Show gezeigt.
Wings spielten Goodnight Tonight live während ihrer UK-Tournee 1979. Paul McCartney spielte das Lied nur bei einer anderen Gelegenheit, am 8. September 2012 stand er mit der Band Africa Express auf der Bühne des Londoner Granary Square. Er spielte Coming Up und Goodnight Tonight.

## Aufnahme
Die Backingtracks von Goodnight Tonight wurden von Paul McCartney am 6. Februar 1978 in den Londoner Abbey Road Studios (andere Quelle: Rude Studio, Campbeltown, Schottland) eingespielt. Die Overdubs erfolgten ein Jahr später von den Wings zwischen dem 23. Januar und dem 9. Februar 1979 im Replica Studio, Soho Square, London mit Paul McCartney als Produzent. Phil McDonald und Mark Vigars waren die Toningenieure der Aufnahmen.
Laurence Juber sagte über die Aufnahme: „Pauls Aufnahme war unvollendet, also arbeiteten wir im Januar 1979 im Replica Studio im Keller des MPL-Büros in Soho in London daran. Denny und ich haben ein paar elektrische Parts gemacht, die Pauls vorhandene Leadgitarre widerspiegeln. Ich weiß nicht mehr, wer den akustischen Lead-Break vorgeschlagen hat, aber der spanische Stil war eine naheliegende Wahl. Ich hatte keine akustische Gitarre dabei, also benutzte ich Dennys Ovasion Adamas-Gitarre – es ging sehr schnell, ein One-Take-Flamenco-Schnörkel!“
Besetzung:
- Paul McCartney: Gesang, Bassgitarre, Akustikgitarre, E-Gitarre, Synthesizer, Perkussion, Schlagzeug, Vocoder
- Linda McCartney: Hintergrundgesang
- Denny Laine: E-Gitarre, Hintergrundgesang
- Laurence Juber: E-Gitarre, Akustikgitarre, Hintergrundgesang
- Steve Holley: Schlagzeug, Perkussion, Hintergrundgesang

## Coverversionen
Es gibt über zehn Coverversionen von Goodnight Tonight.

## Veröffentlichung
- Am 23. März 1979 (USA: 19. März 1979) erschien die Single Goodnight Tonight / Daytime Nighttime Suffering,[4] die auch als 12″-Vinyl-Maxisingle[5] mit einer längeren A-Seite veröffentlicht wurde. Die Promotionsingle[6] wurde in den USA wie folgt veröffentlicht: auf der A-Seite befindet sich die Monoversion und auf der B-Seite die Stereoversion des Liedes der A-Seite der Kaufsingle.
- Im Dezember 1980 erschien in den USA die Single Goodnight Tonight / Getting Closer von Columbia Records als Wiederveröffentlichung.[7]
- Am 9. August 1993[8] wurde die CD McCartney II in einer von Peter Mew erneut remasterten Version wiederveröffentlicht. Einer der drei Bonuslieder ist Goodnight Tonight.[9] Auf der 2011er Wiederveröffentlichung ist Goodnight Tonight nicht mehr enthalten.
- Goodnight Tonight erschien am 2. November 1987 auf dem Kompilationsalbum All the Best!, am 7. Mai 2001 auf Wingspan: Hits and History und am 10. Juni 2016 auf Pure McCartney.
- Am 2. Dezember 2022 wurde die Singlebox The 7″ Singles Box veröffentlicht, die auch Goodnight Tonight enthält.

## Auszeichnungen für Musikverkäufe
| Land/Region               | Auszeichnungen für Musikverkäufe (Land/Region, Auszeichnung, Verkäufe) | Verkäufe  |
| ------------------------- | ---------------------------------------------------------------------- | --------- |
| Kanada (MC)               | Gold                                                                   | 50.000    |
| Vereinigte Staaten (RIAA) | Gold                                                                   | 1.000.000 |
| Insgesamt                 | 2× Gold ·                                                              | 1.050.000 |